# Brighton (Tasmania)
Brighton — miasto na północnych przedmieściach Hobart, położone w gminie Brighton. Od 1826 do 2000 znajdowały się tu koszary wojskowe. Ostatnio były wykorzystywane jako zakwaterowanie dla uchodźców z Kosowa. Okolice Brighton zostały zniszczone podczas pożary w styczniu 2003.